# Sargé-lès-le-Mans
Sargé-lès-le-Mans település Franciaországban, Sarthe megyében. Lakosainak száma 3865 fő (2022. január 1.). Sargé-lès-le-Mans Neuville-sur-Sarthe, Coulaines, Le Mans, Savigné-l’Évêque és Yvré-l’Évêque községekkel határos.

## Népesség
A település népessége az elmúlt években az alábbi módon változott:
| Lakosok száma | 3658 | 3603 | 3706 | 3614 | 3650 | 3709 | 3761 | 3813 | 3865 |
|               | 2013 | 2015 | 2016 | 2017 | 2018 | 2019 | 2020 | 2021 | 2022 |